# Birkbeck College
Birkbeck, Universitat de Londres (formalment Birkbeck College), és una universitat pública de recerca que forma part de la Universitat de Londres, situada a Bloomsbury, Londres, Anglaterra.
Fundada el 1823 per Sir George Birkbeck, Jeremy Bentham, J. C. Hobhouse, i Henry Brougham, com a Institut de Mecànica de Londres. Birkbeck ha sigut una de les poques institucions especialitzades en educació superior nocturna. L'edifici principal de Birkbeck es troba en la zona de Bloomsbury de Camden, al centre de Londres. En associació amb la Universitat d'East London, Birkbeck té un campus addicional en Stratford, al costat del Teatre Royal Stratford East.
Birkbeck ofereix més de 200 programes de pregrau i postgrau que poden estudiar-se a temps parcial o complet, quasi totes les classes s'imparteixen de nit. Les activitats acadèmiques de Birkbeck s'organitzen en cinc facultats que se subdivideixen en dènou departaments. També ofereix molts cursos d'educació contínua. Té 11 àrees temàtiques; més del 90 per cent dels acadèmics de Birkbeck són investigadors actius. Birkbeck, en ser part de la Universitat de Londres, comparteix els estàndards acadèmics i atorga títols de la Universitat de Londres. Igual que les altres universitats de la Universitat de Londres, Birkbeck també va obtenir els seus propis poders d'atorgament de títols independents; que van ser confirmats pel Consell Privat el juliol de 2012. El 2005 i el 2010 la qualitat dels títols atorgats per Birkbeck va ser confirmada per l'Agència de Garantia de Qualitat del Regne Unit després d'auditories institucionals.
Birkbeck va ser preseleccionat per als "Times Higher Education Awards" com a universitat de l'any. A més a més, Birkbeck és membre d'organitzacions acadèmiques com l'Associació d'Universitats de Commonwealth i l'Associació Europea d'Universitats.
L'any 2005, el Centre de recerca per a la funció cerebral i el desenvolupament de la Universitat, va ser guardonat amb el Premi Aniversari de la Reina per la seua recerca sobre el cervell.
Birkbeck ha produït molts alumnes notables en els camps de la ciència, el dret, la política, l'economia, la literatura, i l'art. Entre els seus alumnes i professors s'inclouen quatre llorejats/ premiats amb el Premi Nobel, nombrosos líders polítics, membres del Parlament del Regne Unit i un Primer Ministre britànic.